# Конституция Таджикистана
Конституция Республики Таджикистан (тадж. Конститутсияи Ҷумҳурии Тоҷикистон) — основной закон Таджикистана, принята 6 ноября 1994 году, состоит из 10 глав и 100 статей. Конституция Республики Таджикистан 1994 года была принята путём референдума по новой конституции.

## Структура конституции
- Глава первая: Основы конституционного строя;
- Глава вторая: Права, свободы, основные обязанности человека и гражданина;
- Глава третья: Маджлиси оли (парламент);
- Глава четвёртая: Президент;
- Глава пятая: Правительство;
- Глава шестая: Местная власть;
- Глава седьмая: Горно-Бадахшанская автономная область;
- Глава восьмая: Суд;
- Глава девятая: Прокуратура;
- Глава десятая: Порядок изменения конституции;

Конституция предусматривает унитаризм, сильную президентскую власть, статус таджикского языка как государственного и русского как языка межнационального общения, автономию Горно-Бадахшанской области. Поправки могут вноситься путём референдума; вносились в 1999 (установив двухпалатный парламент вместо однопалатного) и 2003 (удлинив срок полномочий президента) годах. Не подлежат изменению республиканская форма правления, территориальная целостность, демократическая, правовая, светская и социальная сущность государства (ст. 100).
В мае 2016 года приняты поправки, снимающие с Эмомали Рахмона ограничения по числу переизбраний на пост президента и снижающие возрастной ценз для президента с 35 до 30 лет.

## Празднование
По Закону Республики Таджикистан «О праздничных днях» (редакция закона № 628 от 22 мая 1998 г.) 6 ноября таджикский народ отмечает национальный праздник — День Конституции Республики Таджикистан.

## История
За время существования Таджикской ССР были приняты четыре Конституции: в 1929, 1931, 1937 и 1978 годах.

### Конституция Таджикской ССР 1931 года
Была принята IV съездом Советов республики 24 февраля 1931 года.

### Конституция Таджикской ССР 1937 года
Третья конституция была принята 1 марта 1937 года Чрезвычайным 6-м съездом Советов Таджикской ССР.

### Конституция Таджикской ССР 1978 года
Принята Верховным Советом Таджикской ССР на восьмой сессии 14 апреля 1978 года.